# Hockeria yoshimotoi
Hockeria yoshimotoi är en stekelart som beskrevs av Akinobu Habu 1966. Hockeria yoshimotoi ingår i släktet Hockeria och familjen bredlårsteklar. Inga underarter finns listade i Catalogue of Life.